# Louis Marie d'Estourmel
Louis Marie, marquis d'Estourmel, né le 10 mai 1744 à Suzanne (Somme) et mort le 13 décembre 1823 à Paris, est un général et homme politique français.

## Biographie
Il est le fils de François Louis d'Estourmel, major du régiment de Toulouse cavalerie, chevalier de Saint-Louis, grand bailli d'épée de Cambrésis en 1750, et de Louise Françoise Geneviève Le Veneur, sa première épouse.
Il est aussi le neveu de Constantin Louis d'Estourmel, le beau-frère de Charles de Lavaulx de Sommerécourt, le cousin-germain de François Marie Le Danois, marquis de Cernay.

### Un officier des armées du Roi
Il commence sa carrière militaire en 1760, comme mousquetaire de la première compagnie. Devenu en 1763 cornette des chevau-légers d'Orléans, il est promu en 1771 Mestre de camp, puis sous-lieutenant des gendarmes écossais. En 1776, il devient mestre de camp en second du régiment dragons-Conti. En 1780, il devient officier général en étant promu brigadier des armées du roi, en 1782 colonel du régiment de Pologne-cavalerie, puis maréchal de camp le 1er janvier 1784. 

### Des responsabilités politiques
Admis aux honneurs de la cour en 1773, il est de 1774 à 1778 député des États du Cambrésis, puis en 1778-1779 député des États d'Artois à la cour de France.
C'est dans le Cambrésis que se trouve la paroisse d'Estourmel, dont il porte le nom.
Il est membre de l'assemblée des notables en 1787 et le Roi le nomme en 1788 grand-bailli d'épée de la noblesse du Cambrésis.
Le 8 avril 1789, il est élu député de la noblesse du Cambrésis aux États généraux. Son mandat lui impose le vote par ordre. Le 27 juin 1789, il rejoint la salle commune après l'ordre donné par Louis XVI. Le 2 juillet, il s'exprime en faveur du vote par ordre, mais le 14 juillet, ses commettants l'autorisent à accepter le vote par tête.

### Pendant la Révolution
Il s'exprime souvent à l'assemblée, en particulier pour défendre sa province, le Cambrésis et ses particularismes, en tant que région frontalière, annexée à la France seulement en 1677.
Le 4 août 1789, il se prononce en faveur de l'abolition des privilèges féodaux, mais les États dont il était le mandant le désavouent et lui retirent leur mandat. 
Il se prononce pour la religion catholique comme religion d'État, proteste contre la suppression des ordres religieux.
Il défend certains pouvoirs du Roi, tels celui de déclarer la guerre, de porter ses armoiries, d'organiser l'armée. 
il se prononce en faveur de la libéralisation de la culture du tabac, contre les assignats et contre le rattachement d'Avignon à la France.
Après la fuite de Varennes, il prête, le 22 juin 1791, le serment des militaires. En septembre 1791, il figure sur une liste de droite.
Après la séparation de l'Assemblée constituante en octobre 1791, il est nommé inspecteur général des armées et promu lieutenant-général le 6 février 1792.
Il est accusé par Adam Philippe de Custine d'avoir mal interprété ses ordres et d'avoir retiré ses troupes des revers des Vosges, empêchant la réussite d'une opération. Il est emprisonné pendant quelques semaines.  
Le 26 mai 1793, la Convention nationale décrète qu'il n'y a pas lieu de l'inculper car il a pu prouver qu'il ne faisait qu'obéir aux ordres du général Pully. 
En juillet 1793, il est mis d'office à la retraite, en tant que noble. 
Il est emprisonné à Amiens pendant la Terreur, à partir de septembre 1793, et élargi le 11 pluviôse an III (30 janvier 1795).
En 1795, il est nommé président de l'assemblée du canton de Bray sur Somme. Destitué en 1797, il est réélu en 1798.
En 1799, il est nommé membre d'une commission chargée de lever 40.000 chevaux pour reconstituer la cavalerie, jusqu'en 1801.

### Sous le Consulat, l'Empire et la première Restauration
Sa carrière politique se poursuit désormais dans la Somme, où se situe son château de Suzanne.
Le 2 vendémiaire an XIV (24 septembre 1805), le Sénat conservateur l'élit député de la Somme au Corps législatif.  
Le 21 septembre 1808, il est fait chevalier de l'Empire. En 1809, il est mis à la retraite comme lieutenant-général.  
Le 4 mai 1811, il est réélu député de la Somme par le Sénat conservateur. 
En avril 1814, il adhère à la déchéance de l'empereur, puis à la Restauration. 
Il s'exprime en octobre 1814,en faveur de la restitution aux émigrés des biens nationaux non vendus .
Il reste député de la Somme durant la première Restauration, jusqu'en mars 1815 et se retire alors de la vie politique.

### Œuvre
- Recueil des opinions émises à l'Assemblée constituante et comptes-rendus à ses commettants, 1811, Paris, imprimerie P. N. Rougeron, IV+133 pp..

### Distinctions
- chevalier de l'ordre royal et militaire de Saint-Louis (1778)
- commandeur des ordres de Notre-Dame du Mont Carmel et de Saint-Lazare de Jérusalem (1788)
- chevalier (8 frimaire an XIII) puis officier (26 octobre 1814) de la Légion d'honneur

### Mariage et descendance
Il épouse à Paris le 30 avril 1776 Philiberte Renée de Galard Béarn (Livry sur Seine, 19 août 1753 - Paris, 13 septembre 1824), fille d'Anne Hilarion de Galard, comte de Béarn, premier écuyer de Madame Victoire, et d'Olympe de Caumont la Force. Dont :
- Reimbold d'Estourmel (1777-1847), marié en 1798 avec Eulalie de Gramont, puis en 1804 avec Delphine Aglaé de Castellane, dont postérité : ils ont pour petit-fils Marie Reimbold d'Estourmel ;
- Alexandre César Louis d'Estourmel (1780-1852), député du Nord, marié en 1822 avec Cécile Elisabeth Desprez, sans postérité ;
- Joseph d'Estourmel (1783-1852), préfet, marié en 1822 avec Anne Louise de Rohan Chabot, sans postérité ;
- Olympe d'Estourmel (1791-18..), mariée en 1828 avec Pierre Constant de Moras[7].